# Pandapornográfia

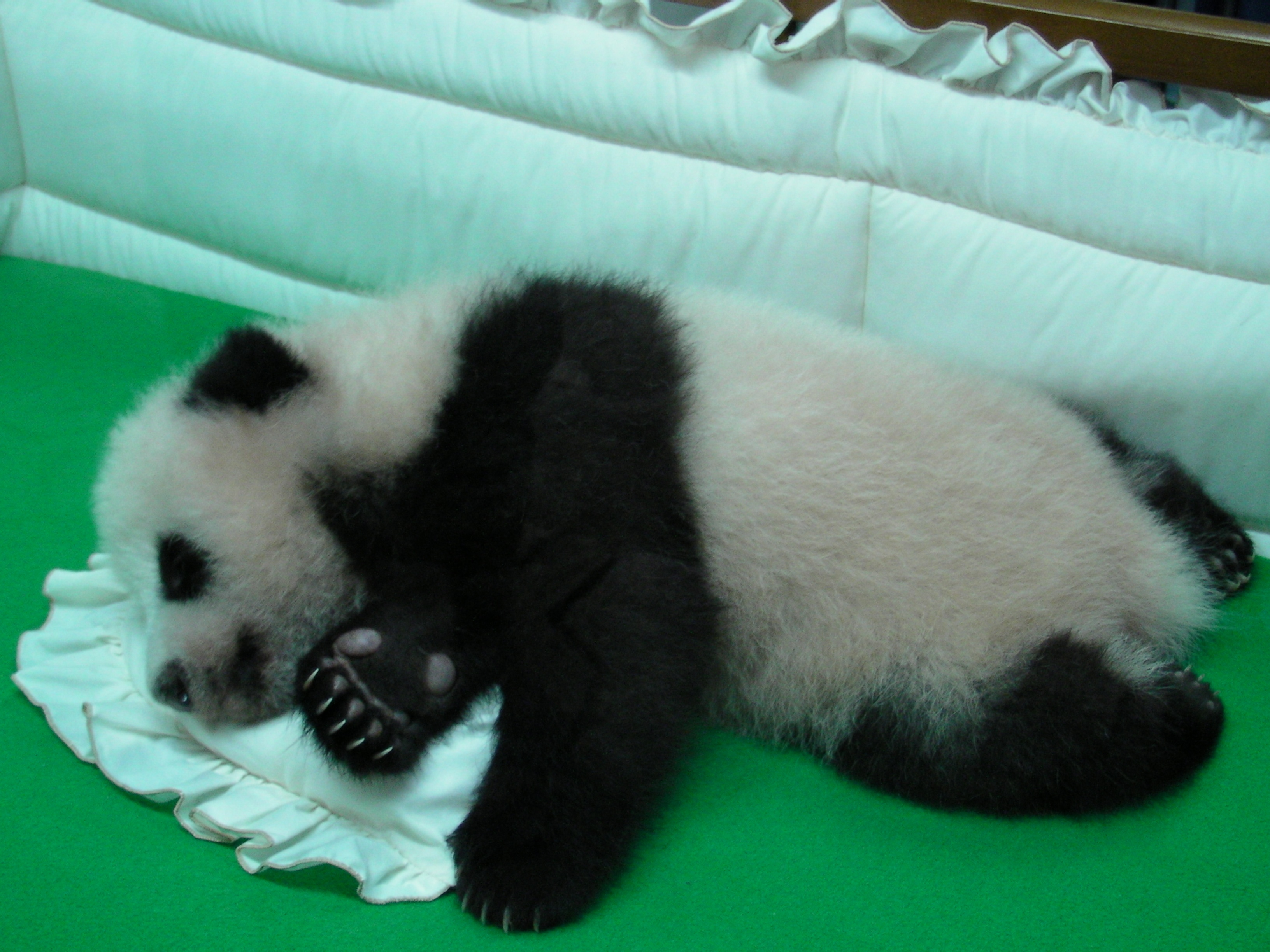
2009-ben a Chiang Mai Állatkertben Lin Bing volt az első pandakölyök, amelyik megszületett, miután szüleinek „pandapornót” mutattak be

A pandapornográfia (vagy pandapornó) általában a párosodó pandákat ábrázoló filmekre vonatkozik, amelyek célja a fogságban tartott óriáspandák szexuális izgalmának elősegítése. Állatkerti körülmények között az állatok általában nem lelkesednek a párzásért, így fajukat a kihalás veszélye fenyegeti. Természetes élőhelyükön a vadonban azonban a pandák sokkal sikeresebben párosodnak, különösen mivel az egyedek képesek kiválasztani a nekik megfelelő párt, ellenben a kutatókkal, akik a genetikai sokféleség céljából választanak párokat és megpróbálják megjósolni azt a szűk ablakot, amikor a nőstények készek a párzásra.

## Története
A módszer a thaiföldi zoológusok által végzett kísérletről szóló beszámolóktól népszerűvé, amelyben több fogságban tartott óriáspandának mutattak be a Chiang Mai állatkertben számos videót, amelyeken más óriáspandák párosodtak.
Bár a projekt mögött álló kutatók azt állítják, hogy a párzási videók mutatásának segítségével emelkedett a szaporodási siker, hiszen a kísérlet megkezdését követő 10 hónapban 31 kölyök született, azonban ezt a sikert Kínán kívül eddig sehol sem érték el. Más módszerek, köztük a Viagra használata a pandák szexuális stimulálására, eddig sikertelennek bizonyultak, ennek ellenére a pandapornográfiát a legtöbb állatkertben alig használják, mivel az állatok gyengén látnak, így az illatokat és a hangokat tartják fontosabbnak.
A csengtui óriáspandatenyészet igazgatója, Zhang Zhihe arról számolt be, hogy a pandák párzási ideje 30 másodperc és néhány perc között mozog. Ami a pornográfiát illeti, a párosodó pandákról készült felvételeket használnak, amelyekben a látvány mellett hang is fontos szerepet kap. Ezenkívül a hím pandákkal speciális gyakorlatokat végeztetnek, amelyek erősítik a hátsó lábaikat és állóképességüket.

## Fordítás
Ez a szócikk részben vagy egészben  a   Panda pornography című angol Wikipédia-szócikk ezen változatának fordításán alapul.  Az eredeti cikk szerkesztőit annak laptörténete sorolja fel. Ez a jelzés csupán a megfogalmazás eredetét és a szerzői jogokat jelzi, nem szolgál a cikkben szereplő információk forrásmegjelöléseként.